# Södra Vuollejaure
Södra Vuollejaure är en sjö i Arvidsjaurs kommun i Lappland och ingår i Byskeälvens huvudavrinningsområde. Sjön har en area på 0,247 kvadratkilometer och ligger 383,2 meter över havet.

## Delavrinningsområde
Södra Vuollejaure ingår i det delavrinningsområde (729395-164441) som SMHI kallar för Utloppet av Västra Kikkejaure. Medelhöjden är 387 meter över havet och ytan är 69,78 kvadratkilometer. Räknas de 28 avrinningsområdena uppströms in blir den ackumulerade arean 560,79 kvadratkilometer. Avrinningsområdets utflöde Byskeälven mynnar i havet. Avrinningsområdet består mestadels av skog (64 procent). Avrinningsområdet har 20,54 kvadratkilometer vattenytor vilket ger det en sjöprocent på 29,4 procent.